# Cardiff
Cardiff (walesiül Caerdydd) Wales fővárosa és egyben legnépesebb megyéje, illetve települése. A város lakossága 2024-ben 359 500 fő volt. A kikötővárost a Taff folyó szeli ketté. Cardiff egészen a 19. század elejéig alacsony népességű kisvárosként létezett, a település gyors fejlődését a walesi bányákat kiszolgáló szénrakodó kikötő megépülése hozta el. A város 1905-ben city státuszi rangot kapott, 1955-ben pedig Wales fővárosának nevezték ki. Cardiff ad otthont a walesi parlamentnek, a Senedd-nek.

## Nevének eredete
A város nevének eredete vita tárgyát képezi, a legnépszerűbb elmélet szerint a walesi Caer-Taff szóból származik, amelynek jelentése erőd a Taff folyón, ennek az angolos formája lett a Cardiff.

## Története
A rómaiak a Kr.u. 1. században egy kisebb erődítményt építettek a mai város helyén, ott, ahol a Gloucesterből Carmarthenbe vezető út keresztezte a Taff folyót. Cardiff a normannok 11. századi érkezésétől kezdve létezik folyamatosan, amikor Robert FitzHamon normann földesúr erődöt épített az egykori római tábor helyén 1081-ben.
1107-től 1134-ig Hódító Vilmos legidősebb fiát, II. Róbert normandiai herceget is fogva tartották itt, miután testvére, I. Henrik angol király legyőzte a tinchebrayi csatában. A 19. századig Cardiff kis településnek számított, az iparosodás következtében viszont rohamos fejlődésnek indult, sorra nyíltak a szénbányák, a kikötő is ekkor épült. Az egyetem 1883-ra, a városháza 1904-re épült fel. A városi rangot 1905-ben kapta meg, 50 évre rá Wales fővárosa lett.
A Millennium Stadion 1999-ben nyitotta meg kapuit, ez a stadion a legnagyobb Nagy-Britanniában és egyben Wales legmagasabb épülete is 93 méteres magasságával.

## Népesség
A 19. század elején még csak 2000-en lakták, 1891-ben 128 849 lakosa volt.

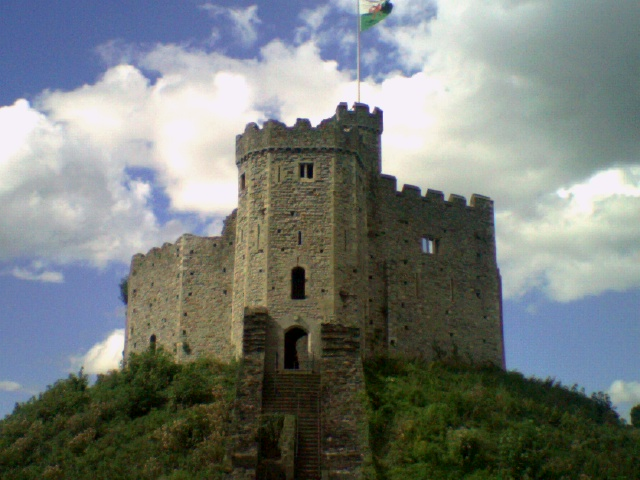
A vár
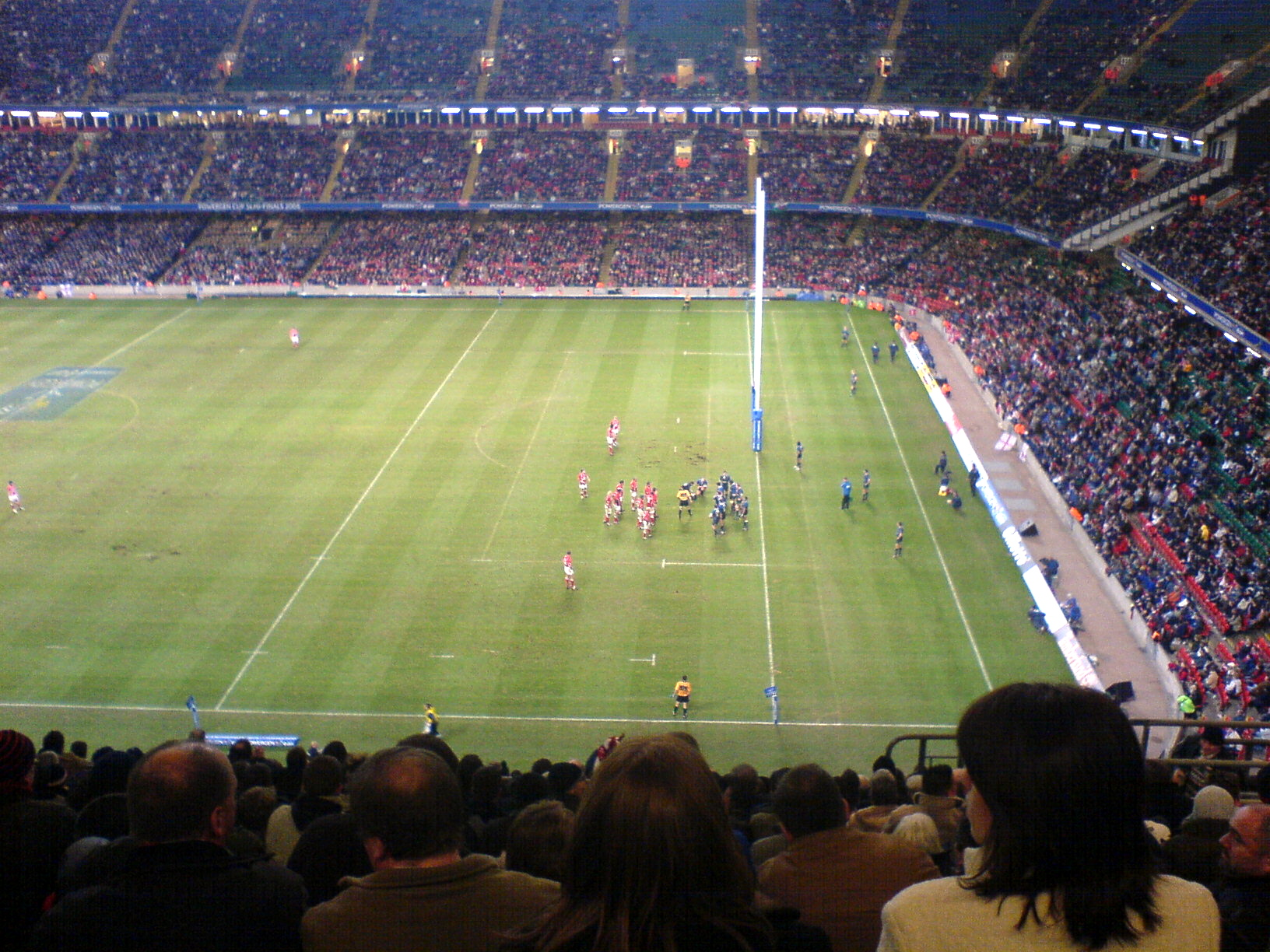
A Millennium stadion

## Sport
- A város legnevezetesebb labdarúgóklubja a Cardiff City FC.
- Krikettben a Glamorgan County Cricket Club és a Welsh Fire nevű csapatok otthona a város.[7][8]